# Syndroom van Wagner
Het syndroom van Wagner of degeneratio hyaloideoretinalis hereditaria is een zeldzame erfelijke aandoening van netvlies en glasvocht. Het is een aandoening van het bindweefsel dat zijn invloed laat gelden op het collageen.
Het belangrijkste fenomeen is een optisch leeg glasvocht, waarin de normale structuur ontbreekt. Ontbrekende of zwakke bloedvaten aan de rand van het netvlies, maken dat het netvlies zwakker is dan  gebruikelijk en kan zorgen voor nachtblindheid. Staar treedt bij Wagner op veel jongere leeftijd op, al vanaf 30 jaar. En ook atrofie van het vaatvlies is een probleem. De meeste mensen met Wagner zijn matig bijziend (vanaf −2) tot erg bijziend (vanaf −6).
Niet iedereen heeft de ziekte in dezelfde mate: ongeveer een kwart heeft weinig of geen last, ongeveer de helft heeft matige problemen en het laatste kwart heeft ernstige problemen, zoals netvliesloslatingen.
Het syndroom van Wagner is een autosomaal dominante aandoening. Dat betekent dat als iemand de ziekte heeft, de helft van diens kinderen de ziekte ook heeft; ongeacht of ze nu jongens zijn of meisjes zijn. Wagner komt voor bij blanke (Kaukasisch ras), Japanse en Chinese families.
In 2005 (Tokushima, Japan) en 2006 (Nijmegen, Nederland) is het gen ontdekt dat verantwoordelijk is voor het syndroom van Wagner. Het is het Versican gen (CSPG2 = chondroitin sulfate proteoglycan 2) op de lange arm (q) van het 5e chromosoom (5q14.3). Het veroorzaakt een afwijkende expressie van de eiwitten V0 en V1, omdat exon 8 korter is of in het geheel niet wordt afgelezen.
De ziekte is genoemd naar de Zwitserse oogarts Hans Wagner. Hij beschreef in 1938 een familie met deze ziekteverschijnselen in de buurt van Zürich. Sinds die tijd zijn er zo’n 50 families — sommige zeer uitgebreid — en individuen beschreven.